# Baeomycetaceae
Baeomycetaceae Dumort., Anal. fam. pl.: 71 (1829) è una famiglia di funghi ascomiceti appartenente all'ordine Baeomycetales.

## Generi diBaeomycetaceae
Il genere tipo è Baeomyces Pers. 1794, altri generi inclusi sono:
- Cladoniopsis Zahlbr. 1941
- Cyanobaeis Clem. 1909
- Ludovicia Trevis. 1857
- Phyllobaeis Kalb & Gierl 1993
- Sphyridiomyces E.A. Thomas ex Cif. & Tomas. 1953
- Sphyridium Flot. 1843